# Yakir Aharonov
Yakir Aharonov (em hebraico:  יקיר אהרונוב; Haifa, Israel, 1932) é um físico de Israel, especialista em física quântica, que tem uma cátedra na Universidade de Tel Aviv em Israel e na Universidade da Carolina do Sul nos Estados Unidos desde 1973.
Yakir Aharonov é graduado pelo Technion em Haifa, em 1956. Continuou os seus estudos na Universidade de Bristol com David Bohm, recebendo o seu doutoramento em 1960.
No outono de 2006, passou a fazer parte do recém-formado Centro de Estudos Quânticos da Universidade George Mason em Fairfax (Virgínia). Em honra da sua chegada a Mason, a Série de Conferências Aharonov foi criada. Durante o período 2006-2007, a série contou com a presença de William D. Phillips do NIST, Roger Penrose, e Paul Davies.
Os seus interesses de investigação científica centram-se nos efeitos não-locais e topológicos em mecânica quântica, teoria quântica de campos e na interpretação da mecânica quântica. Em 1959, Aharonov e David Bohm propuseram o efeito Aharonov-Bohm por cuja descoberta em 1998 foi atribuído o Prêmio Wolf de Física.